# Марек Кухцінський
Марек Тадеуш Кухцінський (пол. Marek Tadeusz Kuchciński; * 9 серпня 1955, Перемишль, ПНР) — польський політик і журналіст, депутат Сейму IV-VIII скликання. Маршалок Сейму з 12 листопада 2015 року по 9 серпня 2019 року.

## Нагороди
Нагороджений українським орденом «За заслуги» III ступеня
як голова Польсько-Української парламентської групи в Сеймі та Сенаті Республіки Польща.